# Tulipier du Gabon
Spathodea campanulata
Espèce
Classification phylogénétique
Le tulipier du Gabon (Spathodea campanulata) est une espèce de plantes à fleurs de la famille des Bignoniaceae. C'est un arbres originaire d'Afrique.
Cette espèce est largement utilisée comme arbre d'ornement en région tropicale en raison de la beauté de sa floraison et de sa facilité d'adaptation à différents milieux. Il se reproduit par des graines ailées très légères et représente pour les flores indigènes une menace très sérieuse comme plante envahissante.
Cette espèce figure parmi les 100 espèces exotiques les plus envahissantes du monde établie par l'UICN.

## Taxinomie
Spathodea campanulata fut décrite par Ambroise Marie François Joseph Palisot de Beauvois et publié dans la Flore d'Oware et de Bénin, en Afrique 1: 47–48, t. 27, 28. 1805,.

### Étymologie
Le nom générique, Spathodea, dérive du grec, σφατηε, en référence au calice qui évoque la forme d'une épée.
L'épithète spécifique, campanulata, est un terme latin qui signifie « en forme de petite cloche (campanulée) ».

### Synonymes
Selon Catalogue of Life (19 juin 2015) :
- Bignonia tulipifera Schum.
- Spathodea campanulata subsp. congolana Bidgood
- Spathodea campanulata subsp. nilotica (Seem.) Bidgood
- Spathodea danckelmaniana Buettn.
- Spathodea nilotica Seemann
- Spathodea tulipifera (Thonn.) G. Don

### Noms vernaculaires
- en français : bâton du sorcier, flamme de la forêt, immortel étranger, pissat de singe, pisse l'eau, pisse-pisse, tulipier d'Afrique, tulipier du Gabon[6],[7].

## Description

### Aspect général

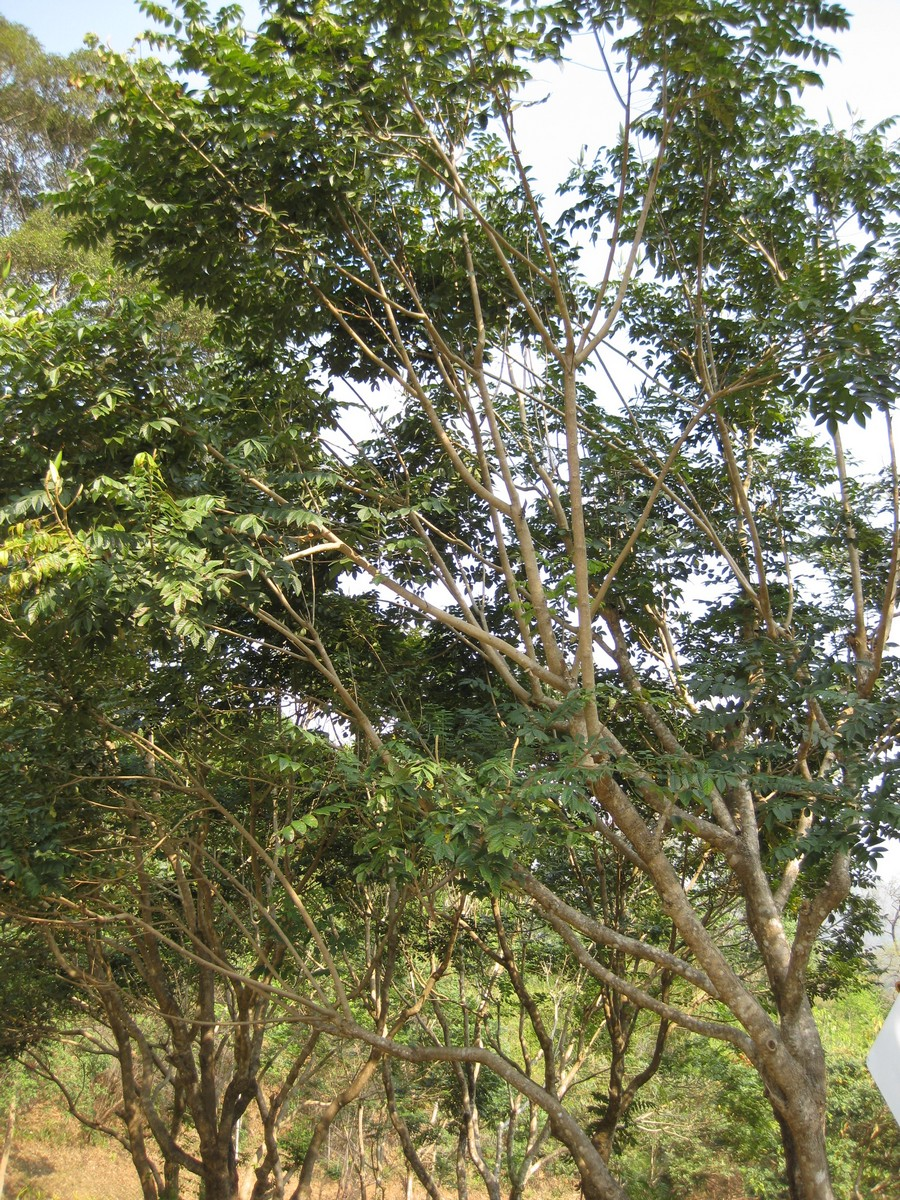
Tulipier du Gabon, au Jardin botanique de la reine Sirikit, en Thaïlande.

Spathodea campanulata est un arbre de taille moyenne atteignant une hauteur de 10 à 35 m, à feuillage caduc, formant une couronne dense, sombre, parfois un peu aplatie.
Le tronc peut atteindre 60 cm de diamètre. 
L'écorce est d'abord lisse, claire, de couleur gris-brun, puis en vieillissant devient écailleuse, fissurée verticalement et horizontalement, de couleur plus foncée. 

### Feuilles
Les feuilles  caduques, opposées ou verticillées par 3, sont composées imparipennées et comptent de 9 à 15 folioles sessiles ou brièvement pétiolées. Le limbe des folioles est elliptique à ovale, acuminé, mesurant de 7 à 16 cm de long sur 3 à 7 cm de large.

### Fleurs
Les fleurs, grandes et voyantes, zygomorphes, sont rouge-écarlate, jaune-orange à l'intérieur, sont regroupées en racème terminal. On en connait une variété à fleurs jaunes.
Le calice vert, nervuré et tomenteux, est fendu sur le côté postérieur et mesure environ 1 cm de long.
La corolle compte 5 pétales soudés en tube à la base.
Les étamines, au nombre de 4, insérées sur le tube de la corolle, ont un filament orange.
Le style porte un stigmate à 2 lèvres. 
Les boutons floraux, incurvés, contiennent une sève rouge. 

### Fruits
Le fruit est une capsule déhiscente, ligneuse, dressée, de forme ellipsoïde allongée (semblable à une gousse), qui mesure de 15 à 27 cm de long sur × 3,5–7 cm. De couleur brun noirâtre, il s'ouvre par deux valves à la forme caractéristique de « barque de pêcheur », libérant de nombreuses graines.
Celles-ci, fines et aplaties, mesurent environ 2 cm de diamètre et sont entourées d'une aile translucide.
Une grappe de fleurs produit généralement de 1 à 4 capsules.

## Galerie

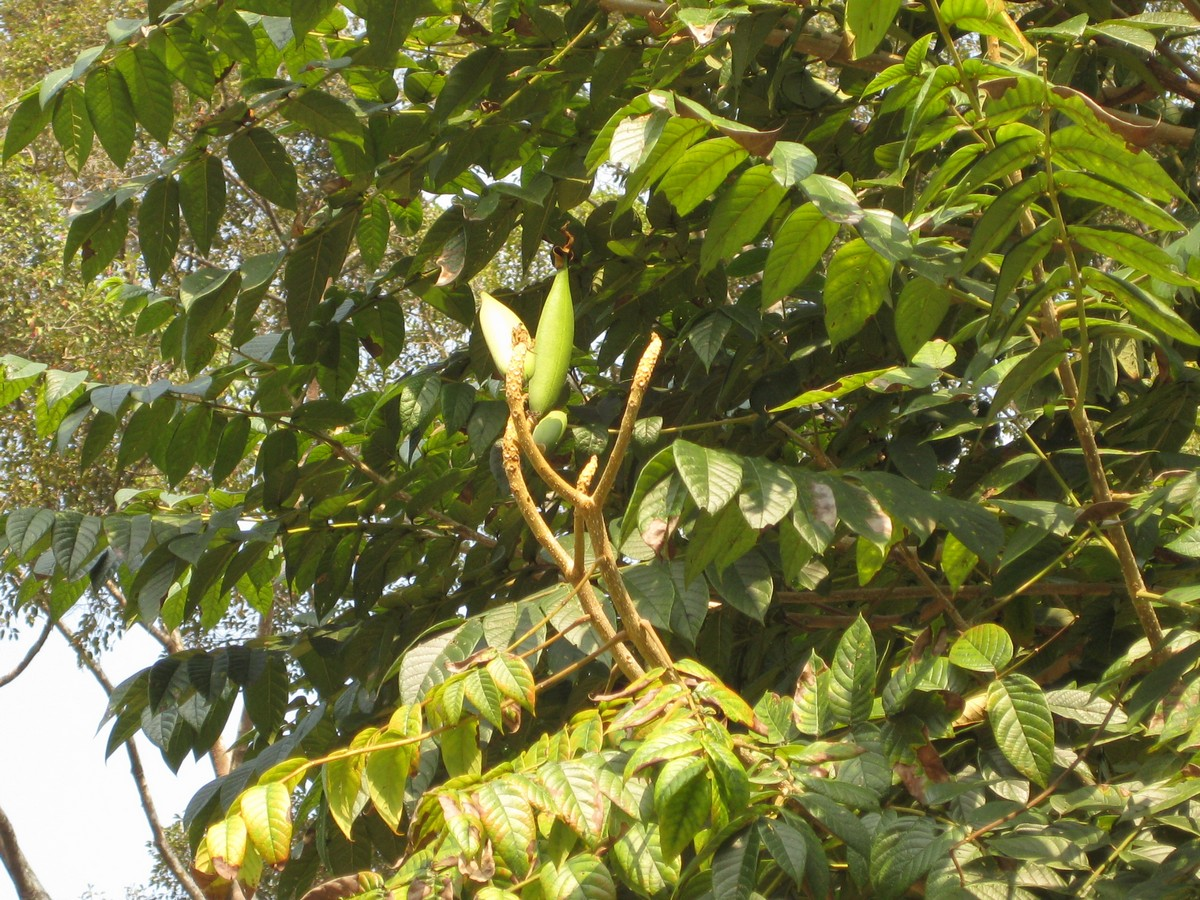
Feuilles.
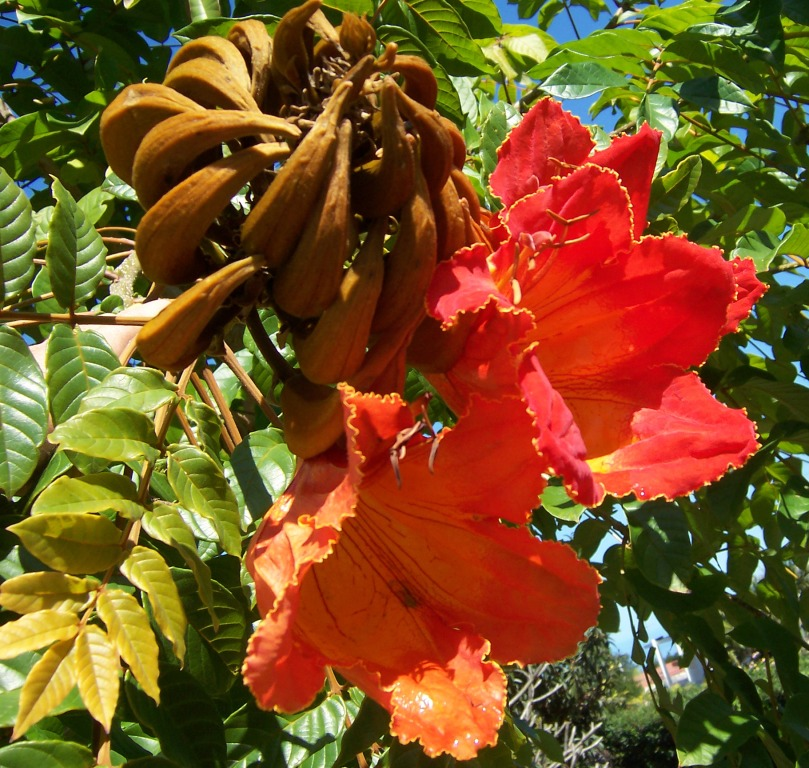
Inflorescence.
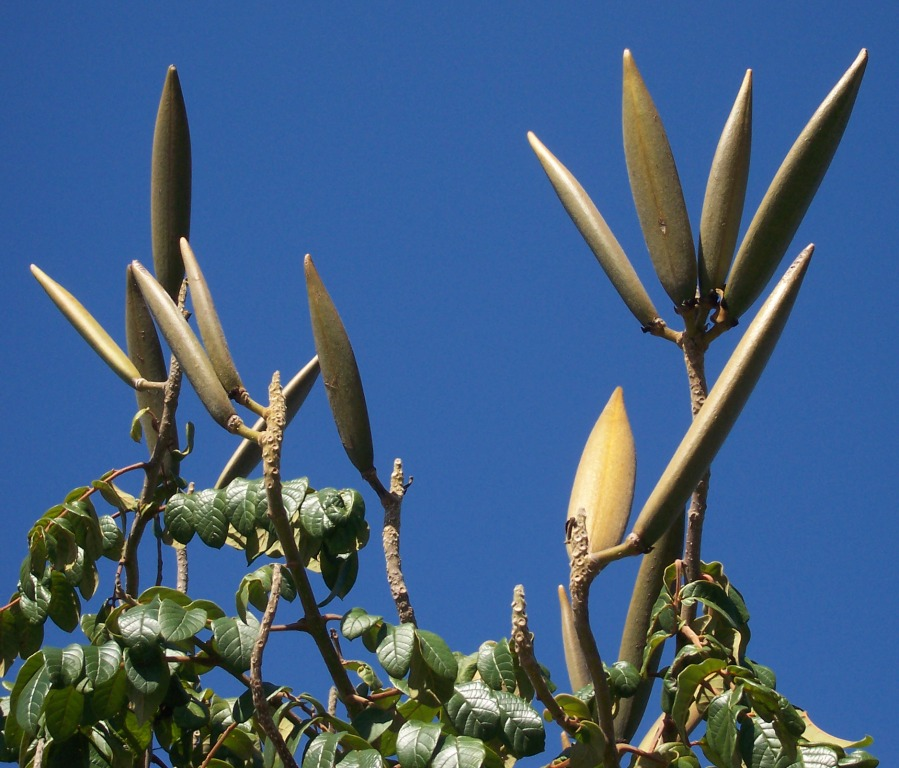
Les fruits sont de grandes capsules dressées.
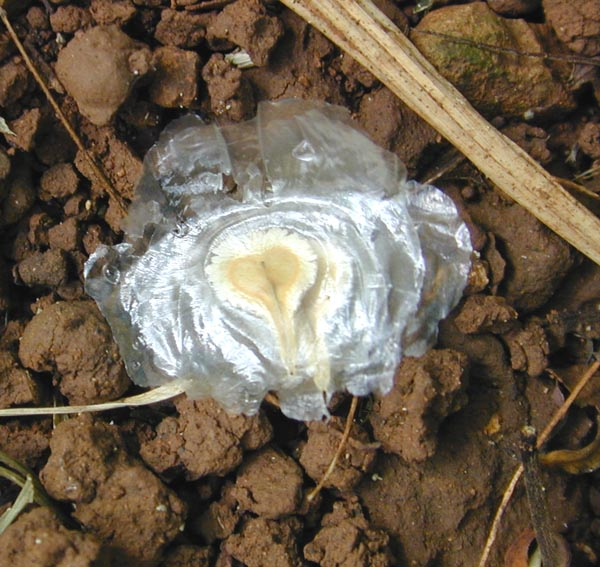
Graine ailée.
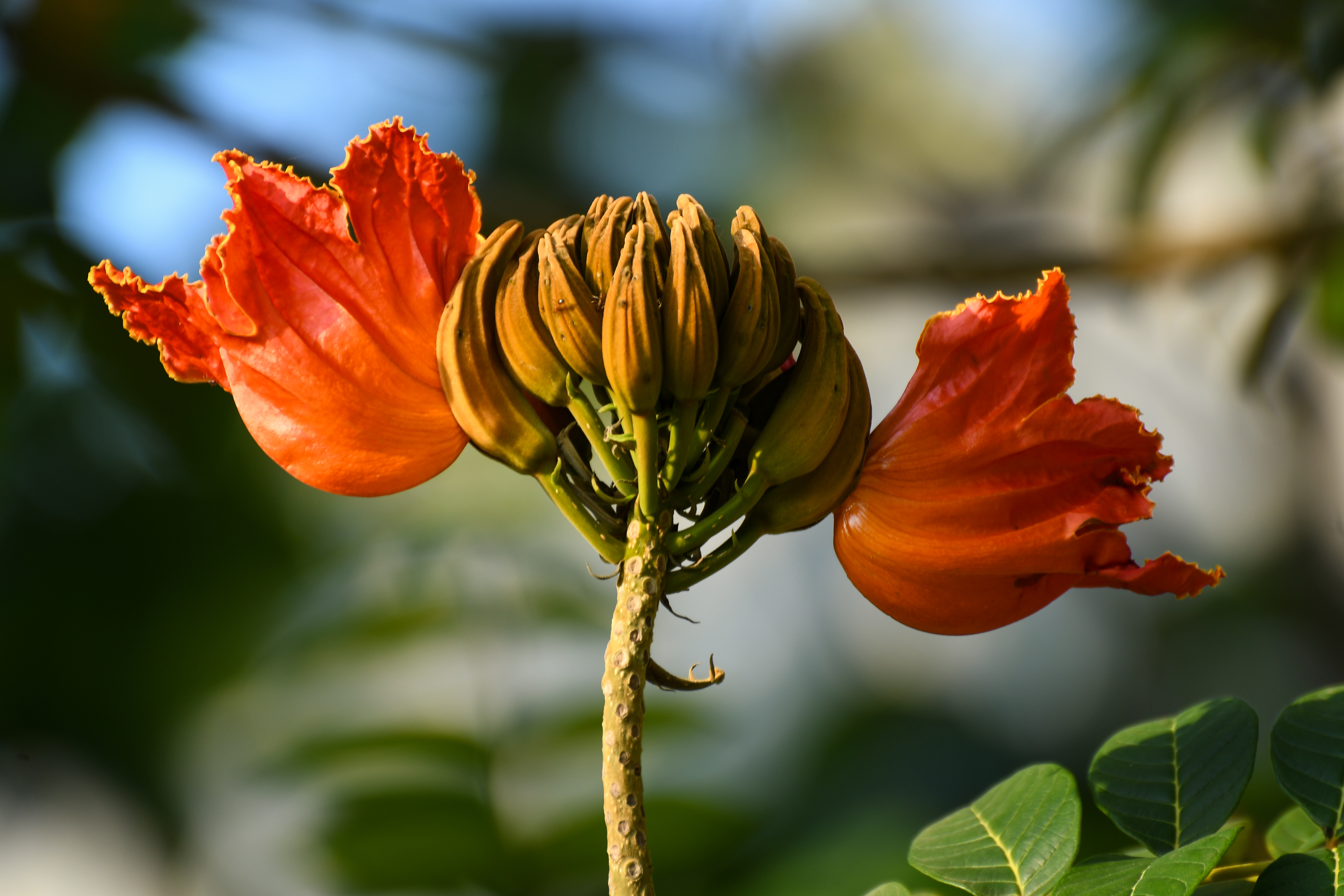

## Distribution et habitat
Spathodea campanulata est une espèce originaire d'Afrique tropicale. Son aire de répartition originelle s'étend dans les régions de forêt tropicale, approximativement de la Guinée à l'Angola le long de la côte occidentale, jusqu'au sud du Soudan et à l'Ouganda vers l'est. Cependant, les limites exactes de l'aire d'origine sont incertaines, l'arbre étant présent dans divers pays voisins où il a pu être introduit par l'homme.
On le trouve également dans la plupart des régions tropicales du monde où il a été introduit, notamment en Asie, en Afrique australe, en Amérique et en Océanie.

### Caractère envahissant
Introduit à des fins ornementales dans les îles du Pacifique, le tulipier africain a envahi les terres agricoles et les plantations forestières, se comportant comme une véritable « mauvaise herbe ». Cette espèce est envahissante dans de nombreuses zones géographiques (Hawaï, Guam, Vanuatu, Fidji, Nouvelle-Calédonie, îles Cook,(La Reunion) Samoa...),. Elle se propage à la fois par ses graines ailées produites par centaines pendant plusieurs mois, et par drageonnement. Les graines dispersées par le vent lui permettent de coloniser de nouveaux espaces perturbés soit par l'activité humaine, soit par des évènements climatiques. Il est difficile à extirper à cause des repousses à partir de fragments de racines restées dans le sol et n'a aucun ennemi naturel. Pour lutter contre le tulipier, les autorités locales[Où ?] préconisent des traitements chimiques à base de 2-4 D et de dicamba, mais cette méthode reste insuffisante et inadaptée[pourquoi ?]. L'utilisation ornementale de cet arbre présent dans de nombreux parcs et jardins conduit au maintien de sources de réinfestation.
À La Réunion, l'espèce doit désormais être détruite, selon un arrêté ministériel d'avril 2019.  
En Nouvelle-Calédonie, où il a été introduit en 1952 à des fins ornementales, il est présent sur l'ensemble de la Grande Terre. On le retrouve souvent dans des zones humides en région périurbaine. Le Code de l'environnement de la Province Sud interdit l’introduction dans la nature de cette espèce ainsi que sa production, son transport, son utilisation, son colportage, sa cession, sa mise en vente, sa vente ou son achat.

## Utilisations

### Plante ornementale

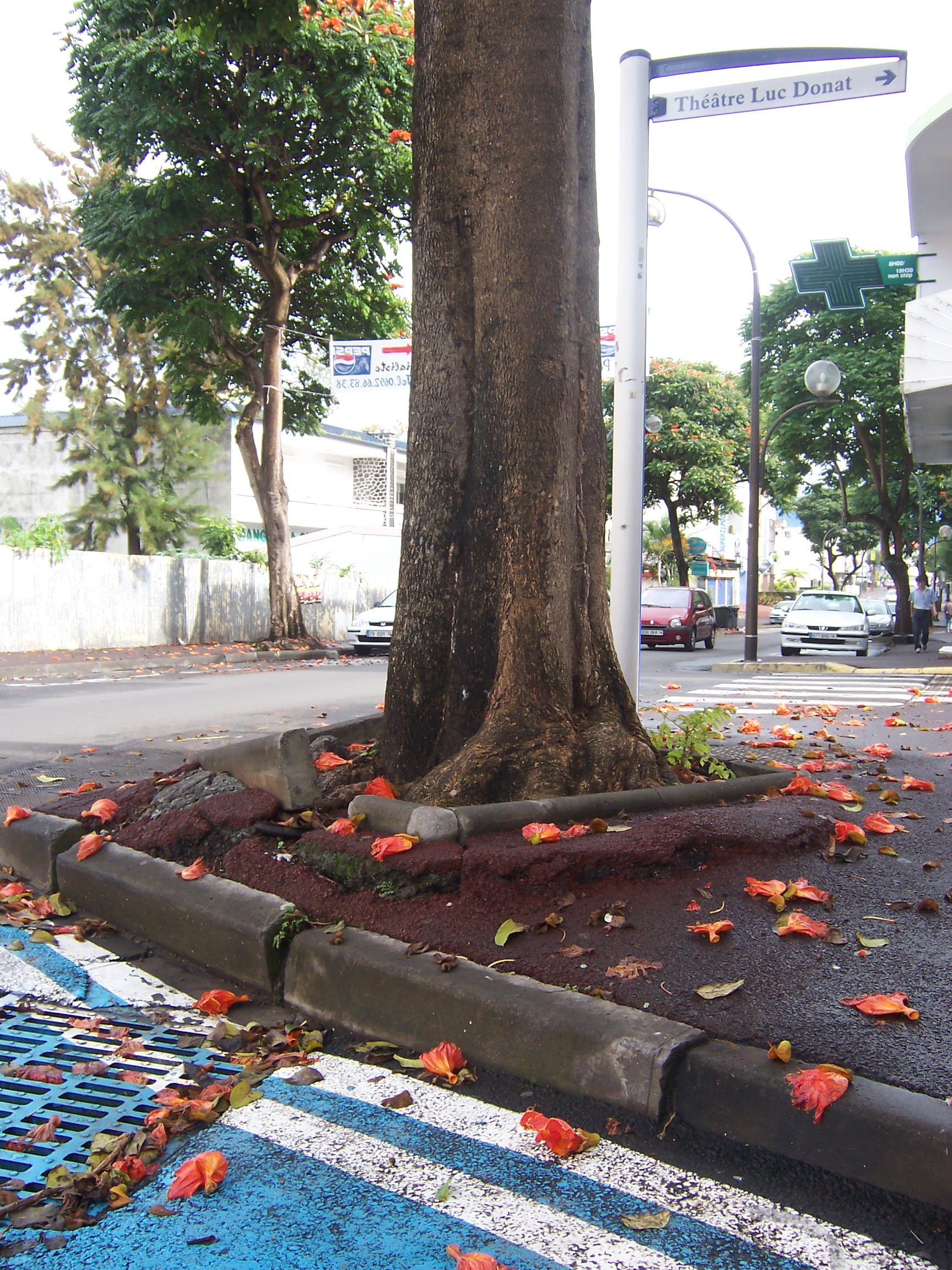
Dégâts causés par un tulipier du Gabon sur un revêtement urbain.

Le tulipier du Gabon est apprécié pour ses fleurs rouge-orangé en forme de tulipe.Il est planté, notamment dans les espaces publics, comme arbre ornemental, d’alignement ou d'ombrage, toutefois son bois cassant peut présenter des risques pour les passants en cas d'orages ou de coups de vent. 

### Plante alimentaire
Les graines sont comestibles et consommées dans diverses régions d’Afrique. 

### Plante médicinale
Les extraits d’écorce, de feuilles et de fleurs de Spathodea campanulata ont été utilisés dans l'aire d'origine de l'arbre pour diverses applications médicinales. L'écorce est notamment utilisée pour traiter les ulcères et les maladies liées à la peau ainsi que les troubles gastro-intestinaux. Il pourrait être efficace comme prophylactique contre la malaria et dans la lutte contre les moustiques Aedes.

### Production de bois
Le bois du tulipier africain, tendre et léger, de couleur blanc-crème, est considéré comme de qualité inférieure, mais est utilisé dans son aire d'origine, notamment en Afrique de l’Ouest, pour la sculpture ou pour fabriquer des tambours. 
En Éthiopie, on l’utilise comme bois de chauffage et pour produire du charbon de bois. Du contreplaqué, commercialisé sous le nom de tulipier ou d'African tulip, est produit à partir du bois de tulipier africain. Aux Philippines, on cultive l'arbre dans des plantations à cet effet. À Singapour, on l'utilise pour produire de la pâte à papier.

### Jeu
Les boutons remplis de liquide sont utilisés par les enfants pour s'asperger.